# Mooreton (Dakota Północna)
Mooreton – miasto w Stanach Zjednoczonych, w stanie Dakota Północna, w hrabstwie Richland.